# Parafia św. Jerzego w Wilkanowie
Parafia św. Jerzego w Wilkanowie znajduje się w dekanacie bystrzyckim w diecezji świdnickiej. Była erygowana w XVII w. Jej proboszczem jest ks. Marian Prochera.

## Filia

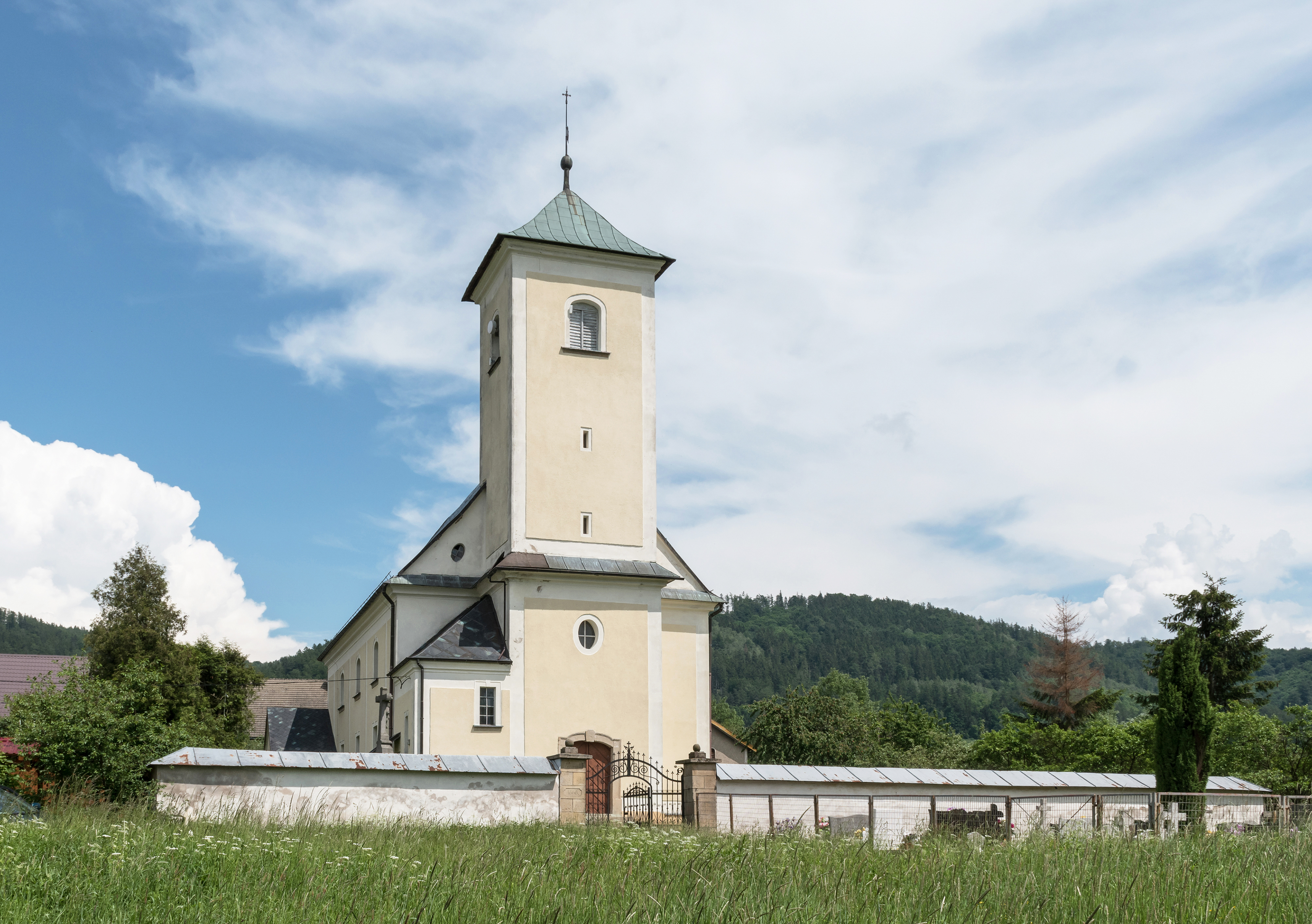
Kościół pw. św. Barbary w Jaworku